# Praepristus
Praepristus is een geslacht van kevers uit de familie van de loopkevers (Carabidae). De wetenschappelijke naam van het geslacht is voor het eerst geldig gepubliceerd in 1999 door Kirschenhofer.

## Soorten
Het geslacht Praepristus is monotypisch en omvat slechts de volgende soort:
- Praepristus nepalensis Kirschenhofer, 1999